# 長安志
《長安志》，凡二十卷，附圖三卷，北宋宋敏求著，本書與《河南志》多參考《兩京新記》，並取而代之，司马光称“考之韦《记》，其详不啻十馀倍”。是研究古代長安內宮城、坊市、屬縣的重要史料。元代駱天驤據此撰有《類編長安志》。
清人将图并入《长安志》，图名由《长安图记》改为《长安志图》。此书对研究长安的历史地理有较大参考价值。